# Nadirkənd
Nadirkənd è un comune dell'Azerbaigian situato nel distretto di Goranboy. Conta una popolazione di 1.389 abitanti.